# Ringwall Schwedenschanze (Essenbach)

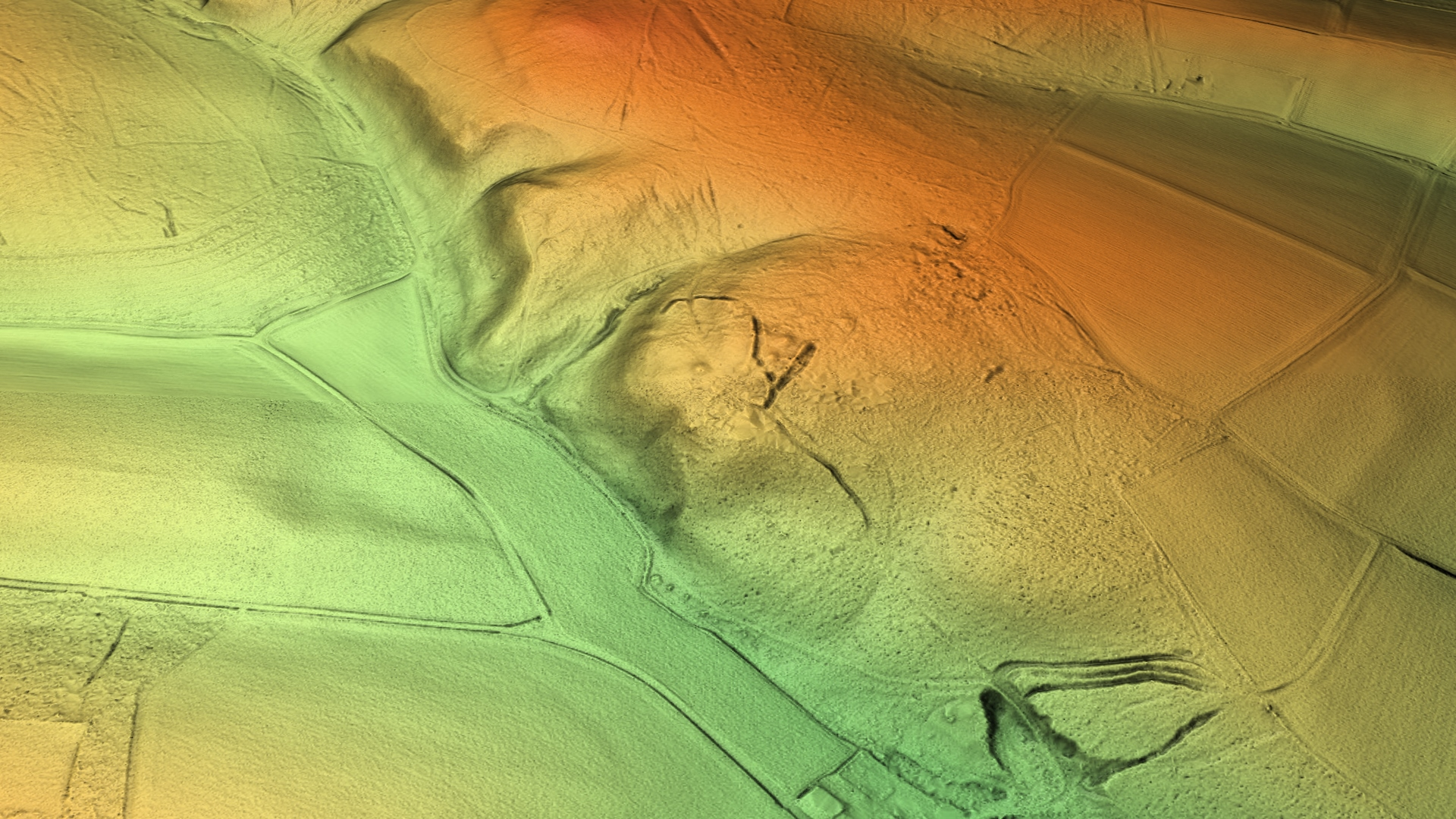
3D-Ansicht des digitalen Geländemodells

Der Ringwall Schwedenschanze ist ein Ringwall nordnordwestlich von Holzen, einem Gemeindeteil des niederbayerischen Marktes Essenbach. Die Anlage wird als Bodendenkmal unter der Aktennummer D-2-7338-0030 als „frühmittelalterlicher Ringwall ‚Schwedenschanze‘“ geführt. 

## Beschreibung
Der Ringwall Schwedenschanze liegt 500 m nordnordwestlich von Schloss Holzen in dem sogenannten Herrenholz. Er befindet sich am Rand eines nach Nordosten gerichteten Kerntälchens 33 m über dem Eichelbach. Hier trennt ein Wall-Graben-System die Anlage von 150 m Länge und 70 m Breite vom Hinterland ab. Im Süden zieht ein fast geradliniger Wall mit vorgelagertem Graben 50 m nach Nordost und wendet sich nach einem S-förmigen Schwung nach Norden, wo er im Hang ausläuft. Nach einer 20 m breiten Störungsstelle tritt er wieder auf und biegt nach Süden um. An der Südostfront befindet sich eine Wallgabelung, die sich bis zu dem Hauptwall erstreckt. Die Wallhöhen sind bescheiden, vom Innenraum erhebt sich der Wall nur wenige Dezimeter bis maximal einem Meter an der Nordseite. Hier sind auch Grabhügel in den Wall einbezogen. Auch die Außenböschungen des umgebenden Grabens bleiben durchwegs unter einem Meter. 150 m nach Osten vorgelagert ist eine Wegsperre, die aus zwei 1 m hohen, länglichen Hügeln besteht, denen nach Ost-Süd-Ost ein 24 m langer flacher Graben vorgelagert ist.